# アニメイトバイオ
アニメイトバイオ（欧字名:Animate Bio、2007年1月30日 - ）は、日本の競走馬、繁殖牝馬。主な勝ち鞍に2010年のローズステークス。
2009年の阪神ジュベナイルフィリーズ、2010年の秋華賞ではどちらもアパパネの2着となった。
馬名の由来は、「活気のある（animate）」＋冠名。半弟に、2018年の天皇賞（春）などを制したレインボーラインがいる。

## 経歴

### 2歳（2009年）
2009年8月22日、札幌の2歳新馬戦でデビューしたが5着。続く9月6日、札幌の2歳未勝利戦でも3着に敗れたが9月20日、中山の2歳未勝利戦で初勝利を挙げる。10月18日、東京のサフラン賞では好位中団から鋭く伸びてクビ差ながらも1分21秒5の2歳コースレコードで2勝目を挙げる。重賞初挑戦となった11月14日、東京の第45回京王杯2歳ステークスでは最後方追走から追い込んでエイシンアポロンの2着に入る。12月13日、阪神の第61回阪神ジュベナイルフィリーズではアパパネの2着と好走し2歳シーズンを終える。

### 3歳（2010年）
2010年の始動戦は3月13日、中山のアネモネステークス。初めて単勝1番人気で出走し、道中先団でレースを進めるもギンザボナンザの2着に屈する。4月11日、阪神の第70回桜花賞では馬体重がアネモネステークスから20kg減り、中団追走も直線で伸びず8着に敗れる。5月23日、東京の第71回優駿牝馬では単勝11番人気と評価を落としていたが後方から追い上げて4着となる。
9月19日、阪神の第28回ローズステークスでは、道中後方追走から直線で馬群を縫うように伸びて先頭に立ち外から追い込んできたワイルドラズベリーの追撃を振り切り重賞初制覇を飾った。10月17日、京都の第15回秋華賞では、道中は中団やや後方に待機し、直線で一気に追い込みを図ったが、前方を走るアパパネに追いつくことができず、3/4馬身差の2着となった。11月14日、京都の第35回エリザベス女王杯では3番人気に支持され、中団追走も鼻出血の影響により直線で伸びを欠き15着に敗れた。

### 4歳（2011年）
5月15日、東京の第6回ヴィクトリアマイルで始動。スタートで出遅れ後方で脚を溜めたが直線で伸びず7着。続く6月12日、東京の第28回エプソムカップでは後方で待機したが直線で伸びを欠き7着。7月10日中山の第47回七夕賞では中団から渋太く脚を伸ばして3着。8月14日札幌の第59回クイーンステークスでは中団よりやや後方で待機し直線で内から脚を伸ばしてくるがアヴェンチュラの3着。10月16日東京の第59回府中牝馬ステークスでは後方から直線で大外に持ち出しイタリアンレッド、フミノイマージンとの叩き合いになったが2着。11月13日京都の第36回エリザベス女王杯では3番手追走も直線で失速し13着に終わった。

### 5歳（2012年）
3月11日、中山の第30回中山牝馬ステークスで始動したが終始後方のまま15着に大敗した。4月21日、福島の第9回福島牝馬ステークスでは中団追走も直線で伸びず8着に敗れる。5月13日、東京の第7回ヴィクトリアマイルでは終始後方のまま11着に大敗。6月17日、阪神の第17回マーメイドステークスは中団で待機したが直線で伸びを欠き11着に終わった。
7月8日の七夕賞ではいい所なく11着。7月29日札幌の第60回クイーンステークスは3番手追走も12着と惨敗した。その後3走したがいずれも大敗。このレースを最後に引退となり、12月14日付で競走馬登録を抹消された。

## 競走成績
| 競走日     | 競馬場 | 競走名             | 格      | 距離（馬場）  | 頭 数 | 枠 番 | 馬 番 | オッズ （人気） | 着順 | タイム （上り3F） | 着差 | 騎手     | 斤量   | 1着馬（2着馬）         |
| ---------- | ------ | ------------------ | ------- | ------------- | ----- | ----- | ----- | --------------- | ---- | ----------------- | ---- | -------- | ------ | ---------------------- |
| 2009.08.22 | 札幌   | 2歳新馬            |         | 芝1500m（良） | 14    | 2     | 2     | 19.2（06人）    | 05着 | R1:31.3（35.1）   | -0.6 | 丸田恭介 | 53kg   | ニシノモレッタ         |
| 0000.09.06 | 札幌   | 2歳未勝利          |         | 芝1800m（良） | 14    | 4     | 6     | 20.9（06人）    | 03着 | R1:51.9（34.7）   | -0.4 | 丸田恭介 | 53kg   | アドマイヤロイヤル     |
| 0000.09.20 | 中山   | 2歳未勝利          |         | 芝1600m（良） | 13    | 3     | 3     | 03.0（02人）    | 01着 | R1:34.4（35.9）   | -0.2 | 丸田恭介 | 53kg   | （ドリームバスケット） |
| 0000.10.18 | 東京   | サフラン賞         | 500万下 | 芝1400m（良） | 16    | 8     | 15    | 08.1（05人）    | 01着 | R1:21.5（34.2）   | -0.0 | 丸田恭介 | 54kg   | （グローリーステップ） |
| 0000.11.14 | 東京   | 京王杯2歳S         | JpnII   | 芝1400m（稍） | 17    | 2     | 3     | 09.7（04人）    | 02着 | R1:22.2（34.0）   | -0.2 | 丸田恭介 | 54kg   | エイシンアポロン       |
| 0000.12.13 | 阪神   | 阪神JF             | JpnI    | 芝1600m（良） | 18    | 3     | 6     | 08.7（05人）    | 02着 | R1:35.0（34.8）   | -0.1 | 内田博幸 | 54kg   | アパパネ               |
| 2010.03.13 | 中山   | アネモネS          | OP      | 芝1600m（良） | 15    | 4     | 7     | 01.6（01人）    | 02着 | R1:35.7（36.1）   | -0.1 | 内田博幸 | 54kg   | ギンザボナンザ         |
| 0000.04.11 | 阪神   | 桜花賞             | GI      | 芝1600m（良） | 18    | 7     | 13    | 12.4（06人）    | 08着 | R1:33.7（34.1）   | -0.4 | 内田博幸 | 55kg   | アパパネ               |
| 0000.05.23 | 東京   | 優駿牝馬           | GI      | 芝2400m（稍） | 18    | 7     | 13    | 30.3（11人）    | 04着 | R2:30.4（35.4）   | -0.5 | 後藤浩輝 | 55kg   | アパパネ               |
| 0000.09.19 | 阪神   | ローズS            | GII     | 芝1800m（良） | 12    | 5     | 6     | 11.6（04人）    | 01着 | R1:45.8（33.8）   | -0.0 | 後藤浩輝 | 54kg   | （ワイルドラズベリー） |
| 0000.10.17 | 京都   | 秋華賞             | GI      | 芝2000m（良） | 18    | 5     | 10    | 13.3（06人）    | 02着 | R1:58.5（34.0）   | -0.1 | 後藤浩輝 | 55kg   | アパパネ               |
| 0000.11.14 | 京都   | エリザベス女王杯   | GI      | 芝2200m（良） | 17    | 6     | 12    | 07.2（03人）    | 15着 | R2:14.4（35.6）   | -1.9 | 後藤浩輝 | 54kg   | スノーフェアリー       |
| 2011.05.15 | 東京   | ヴィクトリアマイル | GI      | 芝1600m（良） | 17    | 1     | 2     | 24.7（04人）    | 07着 | R1:32.3（34.5）   | -0.4 | 後藤浩輝 | 55kg   | アパパネ               |
| 0000.06.12 | 東京   | エプソムC          | GIII    | 芝1800m（良） | 18    | 7     | 14    | 06.8（03人）    | 07着 | R1:48.1（35.4）   | -0.8 | 後藤浩輝 | 56kg   | ダークシャドウ         |
| 0000.07.10 | 中山   | 七夕賞             | GIII    | 芝2000m（良） | 17    | 1     | 2     | 09.9（04人）    | 03着 | R2:00.8（35.1）   | -0.3 | 後藤浩輝 | 55kg   | イタリアンレッド       |
| 0000.08.14 | 札幌   | クイーンS          | GIII    | 芝1800m（良） | 14    | 3     | 4     | 06.8（03人）    | 03着 | R1:46.8（35.6）   | -0.2 | 蛯名正義 | 55kg   | アヴェンチュラ         |
| 0000.10.16 | 東京   | 府中牝馬S          | GII     | 芝1800m（稍） | 16    | 8     | 15    | 08.1（04人）    | 02着 | R1:46.8（33.5）   | -0.0 | 田辺裕信 | 55kg   | イタリアンレッド       |
| 0000.11.13 | 京都   | エリザベス女王杯   | GI      | 芝2200m（良） | 18    | 4     | 7     | 25.8（09人）    | 13着 | R2:12.9（35.6）   | -1.3 | 田辺裕信 | 56kg   | スノーフェアリー       |
| 2012.03.11 | 中山   | 中山牝馬S          | GIII    | 芝1800m（重） | 16    | 6     | 11    | 21.8（10人）    | 15着 | R1:52.5（37.6）   | -1.9 | 後藤浩輝 | 55kg   | レディアルバローザ     |
| 0000.04.21 | 福島   | 福島牝馬S          | GIII    | 芝1800m（良） | 16    | 4     | 7     | 11.2（07人）    | 08着 | R1:46.8（35.2）   | -0.7 | 後藤浩輝 | 55kg   | オールザットジャズ     |
| 0000.05.13 | 東京   | ヴィクトリアマイル | GI      | 芝1600m（良） | 18    | 3     | 5     | 57.2（13人）    | 11着 | R1:33.2（34.0）   | -0.8 | 北村宏司 | 55kg   | ホエールキャプチャ     |
| 0000.06.17 | 阪神   | マーメイドS        | GIII    | 芝2000m（良） | 14    | 4     | 5     | 14.3（06人）    | 11着 | R2:01.8（37.6）   | -1.9 | 和田竜二 | 55.5kg | グルヴェイグ           |
| 0000.07.08 | 福島   | 七夕賞             | GIII    | 芝2000m（稍） | 16    | 4     | 8     | 26.3（09人）    | 11着 | R2:02.0（36.2）   | -0.9 | 江田照男 | 54kg   | アスカクリチャン       |
| 0000.07.29 | 札幌   | クイーンS          | GIII    | 芝1800m（良） | 14    | 3     | 4     | 50.6（11人）    | 12着 | R1:48.0（35.6）   | -0.8 | 丸山元気 | 55kg   | アイムユアーズ         |
| 0000.10.13 | 東京   | 府中牝馬S          | GII     | 芝1800m（良） | 17    | 5     | 9     | 71.2（14人）    | 09着 | R1:46.0（32.7）   | -0.5 | 丸山元気 | 54kg   | マイネイサベル         |
| 0000.11.10 | 東京   | オーロC            | OP      | 芝1400m（良） | 12    | 7     | 10    | 10.9（05人）    | 10着 | R1:21.1（33.4）   | -0.6 | 北村宏司 | 54kg   | インプレスウィナー     |
| 0000.12.02 | 中山   | ターコイズS        | OP      | 芝1600m（良） | 16    | 6     | 11    | 30.2（12人）    | 13着 | R1:33.9（34.6）   | -0.5 | 江田照男 | 54kg   | サウンドオブハート     |

※タイム欄のRはレコード勝ちを示す。

## 繁殖成績
引退後はノーザンファームで繁殖牝馬となる。
4番仔のビッククインバイオが3勝クラスを勝ち、オープンクラスまで上り詰めたが、2022年2月19日の京都牝馬ステークスで故障、予後不良となった。また6番仔クイックバイオは2歳オープンのききょうステークスを、9番仔エキサイトバイオはGIIIラジオNIKKEI賞をそれぞれ勝っている。
|        | 生年   | 馬名                   | 性     | 毛色   | 父                       | 馬主         | 厩舎                             | 戦績                          |
| ------ | ------ | ---------------------- | ------ | ------ | ------------------------ | ------------ | -------------------------------- | ----------------------------- |
| 初仔   | 2014年 | アニメイトバイオの2014 | 牝     | 不明   | キングズベスト           |              |                                  | 不出走                        |
| 2番仔  | 2015年 | パイオニアバイオ       | 牝     | 鹿毛   | ルーラーシップ           | バイオ（株） | 美浦・牧光二                     | 17戦1勝（引退・繁殖）         |
| 3番仔  | 2016年 | アニメイトバイオの2016 | 牝     | 鹿毛   | キングズベスト           |              |                                  | 不出走                        |
| 4番仔  | 2017年 | ビッククインバイオ     | 牝     | 栗毛   | キングズベスト           | バイオ（株） | 栗東・新谷功一                   | 20戦4勝（死亡）               |
| 5番仔  | 2018年 | アニメイトバイオの2018 | 牡     | 不明   | ノヴェリスト             |              |                                  | 不出走                        |
| 6番仔  | 2019年 | アニマートバイオ       | 牡→騸  | 鹿毛   | ロードカナロア           | バイオ（株） | 栗東・今野貞一 →北海道・森山雄大 | 4戦0勝（引退）                |
| 7番仔  | 2020年 | ロイヤルバイオ         | 牝     | 鹿毛   | ハービンジャー           | バイオ（株） | 栗東・新谷功一                   | 2戦0勝（引退・繁殖）          |
| 8番仔  | 2021年 | クイックバイオ         | 牝     | 栗毛   | ブリックスアンドモルタル | バイオ（株） | 栗東・須貝尚介                   | 13戦2勝（現役）               |
| 9番仔  | 2022年 | エキサイトバイオ       | 牡     | 鹿毛   | レイデオロ               | バイオ（株） | 栗東・今野貞一                   | 7戦2勝（現役） ラジオNIKKEI賞 |
|        | 2023年 | 不受胎                 | 不受胎 | 不受胎 | ブリックスアンドモルタル |              |                                  | 不出走                        |
| 10番仔 | 2024年 | アニメイトバイオの2024 | 牡     | 栗毛   | ブリックスアンドモルタル |              |                                  | 不出走                        |
| 11番仔 | 2025年 | アニメイトバイオの2025 | 牡     | 鹿毛   | シスキン                 |              |                                  | 不出走                        |

- 2025年6月29日現在

## 血統表
| アニメイトバイオの血統        | アニメイトバイオの血統                               | アニメイトバイオの血統             | （血統表の出典）                   | （血統表の出典）      |
| 父系                          | サンデーサイレンス系（ヘイロー系）                   | サンデーサイレンス系（ヘイロー系） | サンデーサイレンス系（ヘイロー系） | [ § 2 ]               |
| 父 ゼンノロブロイ 2000 黒鹿毛 | 父の父*サンデーサイレンス Sunday Silence 1986 青鹿毛 | Halo                               | Hail to Reason                     | Hail to Reason        |
| 父 ゼンノロブロイ 2000 黒鹿毛 | 父の父*サンデーサイレンス Sunday Silence 1986 青鹿毛 | Halo                               | Cosmah                             |                       |
| 父 ゼンノロブロイ 2000 黒鹿毛 | 父の父*サンデーサイレンス Sunday Silence 1986 青鹿毛 | Wishing Well                       | Understanding                      | Understanding         |
| 父 ゼンノロブロイ 2000 黒鹿毛 | 父の父*サンデーサイレンス Sunday Silence 1986 青鹿毛 | Wishing Well                       | Mountain Flower                    |                       |
| 父 ゼンノロブロイ 2000 黒鹿毛 | 父の母*ローミンレイチェル Roamin Rachel 1990 鹿毛    | *マイニング Mining                 | Mr. Prospector                     | Mr. Prospector        |
| 父 ゼンノロブロイ 2000 黒鹿毛 | 父の母*ローミンレイチェル Roamin Rachel 1990 鹿毛    | *マイニング Mining                 | I Pass                             |                       |
| 父 ゼンノロブロイ 2000 黒鹿毛 | 父の母*ローミンレイチェル Roamin Rachel 1990 鹿毛    | One Smart Lady                     | Clever Trick                       | Clever Trick          |
| 父 ゼンノロブロイ 2000 黒鹿毛 | 父の母*ローミンレイチェル Roamin Rachel 1990 鹿毛    | One Smart Lady                     | Pia's Lady                         |                       |
| 母 レーゲンボーゲン 2002 栗毛 | 母の父*フレンチデピュティ French Deputy 1992 栗毛    | Deputy Minister                    | Vice Regent                        | Vice Regent           |
| 母 レーゲンボーゲン 2002 栗毛 | 母の父*フレンチデピュティ French Deputy 1992 栗毛    | Deputy Minister                    | Mint Copy                          |                       |
| 母 レーゲンボーゲン 2002 栗毛 | 母の父*フレンチデピュティ French Deputy 1992 栗毛    | Mitterand                          | Hold Your Peace                    | Hold Your Peace       |
| 母 レーゲンボーゲン 2002 栗毛 | 母の父*フレンチデピュティ French Deputy 1992 栗毛    | Mitterand                          | Laredo Lass                        |                       |
| 母 レーゲンボーゲン 2002 栗毛 | 母の母レインボーファスト 1992 栗毛                   | レインボーアンバー                 | アンバーシャダイ                   | アンバーシャダイ      |
| 母 レーゲンボーゲン 2002 栗毛 | 母の母レインボーファスト 1992 栗毛                   | レインボーアンバー                 | イーデンブルース                   |                       |
| 母 レーゲンボーゲン 2002 栗毛 | 母の母レインボーファスト 1992 栗毛                   | レインボーローズ                   | *ファーストファミリー              | *ファーストファミリー |
| 母 レーゲンボーゲン 2002 栗毛 | 母の母レインボーファスト 1992 栗毛                   | レインボーローズ                   | *プティットアミ                    |                       |
| 母系(F-No.)                   | プティットアミ系(FN:19)                              | プティットアミ系(FN:19)            | プティットアミ系(FN:19)            | [ § 3 ]               |
| 5代内の近親交配               | アウトブリード                                       | アウトブリード                     | アウトブリード                     | [ § 4 ]               |
| 出典                          | 1. 2. 3. 4.                                          | 1. 2. 3. 4.                        | 1. 2. 3. 4.                        | 1. 2. 3. 4.           |

母の半兄に兵庫ジュニアグランプリ勝ち馬のエースインザレースがいる。
祖母の半兄に重賞2勝、天皇賞（秋）2着2回のセキテイリュウオーがいる。
半弟に天皇賞（春）勝ち馬のレインボーラインがいる。